# Feux de forêt de 2024 en Grèce
Les feux de forêt de 2024 en Grèce ont gravement affecté plusieurs régions et particulièrement l'Attique. Débutant le 11 août, ces incendies ont rapidement gagné en intensité, provoquant des évacuations massives..Les incendies se sont déclenchés après un hiver sec et les mois de juin et juillet les plus chauds jamais enregistrés en Grèce. Des températures de 39 °C et des vents violents ont créé des conditions favorables à la propagation rapide du feu.

## Déroulement
Le 11 août, plusieurs incendies ont touché la région de Marathon et ses environs. Le feu s'est propagé à la ville de Vrilissia, à 12 kilomètres d'Athènes, entraînant l'évacuation de plusieurs localités et de deux hôpitaux. Les efforts des 670 pompiers mobilisés ont été entravés par des vents violents, et les fumées ont commencé à recouvrir une partie de la capitale.
Des milliers de personnes ont été évacuées, et le stade olympique d'Athènes a été ouvert pour les accueillir. Deux pompiers ont été blessés, et 13 personnes ont été hospitalisées pour des problèmes respiratoires. Le Premier ministre Kyriakos Mitsotakis a interrompu ses vacances pour gérer la crise.
Le corps d'une femme sexagénaire d'origine moldave a été retrouvé à Halandri près d’Athènes.

## Impact climatique
Les experts attribuent la gravité des incendies à des conditions climatiques extrêmes, exacerbées par le changement climatique. Cela souligne la vulnérabilité croissante de la Grèce aux feux de forêt.